# 몽계필담
《몽계필담》(중국어 간체자: 梦溪笔谈, 정체자: 夢溪筆談, 병음: Meng Xi Bi Tan)은 북송의 학자였던 심괄이 평생동안 보고 듣고 알게 된 것을 저술한 수필 형식의 저작물이다. 대략 1086년에서 1093년사이에 완성되었다고 알려진다.
그는 관직에서 물러나, 몽계(夢溪)라는 곳에 살았는데, 이 이름을 따서 책 이름을 지었다고 한다.
현존하는 《몽계필담》은 총 26권으로 나뉜다. 고사(故事)、변증(辯證)、악률(樂律)、상수(象數)、인사(人事)、관정(官政)、권지(權智)、예문(藝文)、서화(書畫)、기예(技藝)、기용(器用)、신기(神奇)、이사(異事)、류오(謬誤)、기학(譏謔)、잡지(雜誌) 등이다. 내용은 천문학, 수학, 지리, 지질, 물리, 생물, 의학, 약학, 군사, 문학, 역사학, 고고학, 음악 등에 관한 것이다. 《몽계필담》은 백과사전식 저작이며, 중국 과학사 상 중요한 문헌이다.

## 같이 보기
- 중국 문학

### 전문 보기
- (중국어) 중국 국립 동화대학 역사학과：夢溪筆談[깨진 링크(과거 내용 찾기)] (wiki 형식)